# NEE (アルバム)
『NEE』（ニー）は、日本のロックバンド・NEEの1枚目のスタジオ・アルバム。2021年9月1日にビクターエンタテインメント内のGetting Betterから発売された。
本アルバムよりNEEはメジャーデビューを果たした。

## 概要
自身初のフルアルバム。「不革命前夜」をはじめとするインディーズ時代の既発曲7曲に新曲9曲を加えた全16曲が収録されている。
2021年4月24日、渋谷CLUB QUATTROで開催されたライブ「鬼ぎりTOUR～青鬼篇～」にて1stアルバム『NEE』をリリースしメジャーデビューすることを発表した。
2021年8月30日、本アルバムの収録内容が発表された。CDは通常盤、初回生産限定盤の2形態でリリースされ、初回生産限定盤には、NEEの楽曲のミュージックビデオやメイキング映像、ツアー「鬼ぎりTOUR」の様子が収録されている。
本アルバムからの先行配信シングルとして、「本当は泣きそうです。」が8月4日、「第一次世界」が8月18日にリリースされた。
2021年9月1日、本アルバムがリリースされた。また、同日21時よりNEEのYouTubeチャンネル及びスペースシャワーTVのLINEアカウントにてNEEの特別番組が生配信された。
| 形態       | 規格   | 規格品番   | 出典  |
| ---------- | ------ | ---------- | ----- |
| 初回限定盤 | CD+DVD | VIZL-1927  | [ 8 ] |
| 通常盤     | CD     | VICL-65546 | [ 9 ] |

## 楽曲解説

### 第一次世界
本アルバムのリード曲。2021年8月18日に先行配信リリースされた。ダークな雰囲気が感じられながらも、中毒性の高いポップナンバーに仕上がっている。本楽曲は権力者が題材となっており、「選ぶなら権力か友達か」の究極の選択を描いた歌詞となっている。当初タイトルは「愛情表現」だったが、「第1回目の世界の物語」を意味する「第一次世界」に変更されたという。
アルバムのリリース日である2021年9月1日にクリエイティブミクスチャーユニット・NIKO NIKO TAN TANのSamson Leeが手掛けたミュージックビデオが公開された。

## 受賞とノミネート
| 年     | 音楽賞               | 結果 | 出典   |
| ------ | -------------------- | ---- | ------ |
| 2022年 | 第14回CDショップ大賞 | 入賞 | [ 12 ] |

## 収録内容
| 全作詞・作曲: くぅ。 |                            |       |            |      |
| #                    | タイトル                   | 作詞  | 作曲・編曲 | 時間 |
| 1.                   | 「全校朝会」               | くぅ  | くぅ       | 0:57 |
| 2.                   | 「第一次世界」             | くぅ  | くぅ       | 3:42 |
| 3.                   | 「アウトバーン」           | くぅ  | くぅ       | 3:46 |
| 4.                   | 「下僕な僕チン -元気ver.」 | くぅ  | くぅ       | 3:26 |
| 5.                   | 「You are はっぴー」       | くぅ  | くぅ       | 3:59 |
| 6.                   | 「九鬼」                   | くぅ  | くぅ       | 3:51 |
| 7.                   | 「ボキは最強」             | くぅ  | くぅ       | 3:54 |
| 8.                   | 「夜中の風船 Mark II」     | くぅ  | くぅ       | 3:44 |
| 9.                   | 「本当は泣きそうです。」   | くぅ  | くぅ       | 4:15 |
| 10.                  | 「因果オウホウ」           | くぅ  | くぅ       | 5:03 |
| 11.                  | 「ぱくちー」               | くぅ  | くぅ       | 4:47 |
| 12.                  | 「不革命前夜」             | くぅ  | くぅ       | 4:27 |
| 13.                  | 「ビリビリのーん」         | くぅ  | くぅ       | 4:05 |
| 14.                  | 「こたる」                 | くぅ  | くぅ       | 3:26 |
| 15.                  | 「歩く花」                 | くぅ  | くぅ       | 3:51 |
| 16.                  | 「帰りの会」               | くぅ  | くぅ       | 2:06 |
| 合計時間:            | 合計時間:                  | 59:19 |            |      |

| #         | タイトル                                                                   | 作詞  | 作曲・編曲 | 時間  |
| --------- | -------------------------------------------------------------------------- | ----- | ---------- | ----- |
| 1.        | 「九鬼」(Music Video メイキング映像)                                       |       |            | 10:35 |
| 2.        | 「[鬼ぎりTOUR] ドキュメンタリー&ライブ・ダイジェスト 大阪公演 ～赤鬼篇～」 |       |            | 10:22 |
| 3.        | 「[鬼ぎりTOUR] ドキュメンタリー&ライブ・ダイジェスト 東京公演 ～青鬼篇～」 |       |            | 18:22 |
| 4.        | 「歩く花」(Music Video)                                                    |       |            | 3:51  |
| 5.        | 「下僕な僕チン」(Music Video)                                              |       |            | 3:25  |
| 6.        | 「万事思通」(Music Video)                                                  |       |            | 4:54  |
| 7.        | 「不革命前夜」(Music Video)                                                |       |            | 3:46  |
| 8.        | 「aLaLe」(Music Video)                                                     |       |            | 4:30  |
| 9.        | 「九鬼」(Music Video)                                                      |       |            | 4:08  |
| 10.       | 「夜中の風船」(Music Video)                                                |       |            | 3:50  |
| 合計時間: | 合計時間:                                                                  | 67:43 |            |       |

## NEE 2nd TOUR「熱烈スタンプラリー2021」
本アルバムを携えて、福岡県のINSA公演を皮切りに2021年9月21日から11月12日にかけて開催された全国ツアー。なお、11月5日の大阪umeda TRAD公演、11月12日の恵比寿LIQUIDROOM公演はツアーの開催発表後の7月9日に発表された追加公演である。